# Саянская епархия
Сая́нская епа́рхия — епархия Русской Православной Церкви, объединяющая приходы в западной части Иркутской области (в границах Балаганского, Зиминского, Куйтунского, Нижнеудинского, Тайшетского, Тулунского и Чунского районов). Входит в состав Иркутской митрополии.

## История
Епархия образована 5 октября 2011 года решением Священного синода Русской православной церкви путём выделения из состава Иркутской епархии. Правящему архиерею Синод постановил иметь титул «Саянский и Нижнеудинский».
6 октября 2011 года Священный Синод постановил включить Саянскую епархию в состав новоучреждённой Иркутской митрополии.

## Епископы
- Вадим (Лазебный) (6 октября 2011 — 2 декабря 2013) временно управляющий, митрополит Иркутский
- Алексий (Муляр) (со 2 декабря 2013)

## Благочиния
Епархия разделена на 4 церковных округа (по состоянию на октябрь 2022 года):
- Нижнеудинское благочиние (г. Нижнеудинск и Нижнеудинский район)
- Саянское благочиние (г. Саянск, г. Зима и Зиминский, Куйтунский, Балаганский районы)
- Тайшетское благочиние (г. Тайшет, Тайшетский и Чунский районы)
- Тулунское благочиние (г. Тулун и Тулунский район)